# Frankis Marzo
Frankis Carol Marzo, más conocido como Frankis Marzo, (Guantánamo, 7 de septiembre de 1987) es un jugador de balonmano cubano, nacionalizado catarí, que juega de lateral izquierdo en el Sporting CP de la Andebol 1. Fue internacional con la selección de balonmano de Cuba, y fue convocado por primera vez con la selección de balonmano de Catar en 2017, con el objetivo de disputar el Campeonato Asiático de Balonmano Masculino de 2018.
Con la selección cubana ganó la medalla de bronce en el Campeonato Panamericano de Balonmano Masculino de 2008, y disputó el Campeonato Mundial de Balonmano Masculino de 2009 con su selección. Con la selección catarí logró la medalla de oro en el Campeonato Asiático de Balonmano Masculino de 2018.

## Palmarés internacional
| Cuba                    |                  |                   |
| Juegos Panamericanos    |                  |                   |
| Año                     | Lugar            | Medalla           |
| 2007                    | Río de Janeiro   | Medalla de bronce |
| Campeonato Panamericano |                  |                   |
| Año                     | Lugar            | Medalla           |
| 2008                    | Brasil           | Medalla de bronce |
| Catar                   |                  |                   |
| Juegos Asiáticos        |                  |                   |
| Año                     | Lugar            | Medalla           |
| 2022                    | Hangzhou         | Medalla de oro    |
| Campeonato Asiático     |                  |                   |
| Año                     | Lugar            | Medalla           |
| 2018                    | Suwon            | Medalla de oro    |
| 2020                    | Ciudad de Kuwait | Medalla de oro    |
| 2022                    | Dammam           | Medalla de oro    |
| 2024                    | Baréin           | Medalla de oro    |

## Palmarés

### Sporting CP
- Liga de Portugal de balonmano (2): 2017, 2018
- Copa de Portugal de balonmano (3): 2012, 2013, 2014
- Supercopa de Portugal de balonmano (1): 2014

## Clubes
- Sporting CP (2011- )